# Maximilian Entholzner
Maximilian Entholzner (Rotthalmünster, Passau, Baviera. 18 de agosto de 1994) es un atleta alemán especializado en salto de longitud. También realiza carreras de velocidad (100 y 200 metros).

## Carrera profesional
Desde otoño de 2014, Entholzner estudió International Business and Technology (en inglés: Negocios Internacionales y Tecnología; anteriormente conocido en Alemania como Wirtschaftsingenieur, en alemán: Gestión de Ingeniería) en la Universidad Técnica Georg Simon Ohm de Núremberg.

## Carrera deportiva
Maximilian Entholzner inicialmente compitió en la categoría juvenil en diversas disciplinas de carrera y salto.
En 2011 se proclamó campeón sub-18 en los 110 metros con vallas y segundo en salto de longitud en el Campeonato de Atletismo de Baviera.
En 2012, Entholzner obtuvo el segundo puesto en salto de longitud y triple salto y el tercer puesto en los 110 metros con vallas en la categoría sub-20 del Campeonato Bávaro de Atletismo celebrado en Erding. En el Campeonato de Alemania sub-20 en Mönchengladbach quedó 11.º lugar en salto de longitud.
En 2013 ocupó el sexto lugar en salto de longitud en el Campeonato de Alemania Indoor U20 en Halle y en 4.º lugar en el Campeonato de Alemania Sub-20 en Rostock .
En 2014, Entholzer ganó el subcampeonato de Alemania sub-23 en Wesel con un nuevo récord de Baja Baviera de 7,70 m y seis semanas más tarde quedó 13.º en el Campeonato de Alemania en Ulm.
En enero de 2015, a Entholzner le diagnosticaron una hernia inguinal, pero el dolor no desapareció a pesar de la cirugía, por lo que a mediados de año le diagnosticaron una fractura por sobrecarga en la zona pélvica y no pudo volver a entrenar plenamente hasta diciembre.
En 2016, ya recuperado, mejoró su récord personal el 7 de mayo en Bad Kissingen con un salto de 7,81 m pulverizando el récord sub-23 bávaro que había estado vigente 35 años por cuatro centímetros. En el campeonato alemán de Kassel quedó en décimo lugar. Un mes más tarde se proclamaría campeón de Alemania sub-23 en Wattenscheid (Bochum).
En 2017, Entholzer quedó subcampeón de Alemania en Érfurt. Durante el año estableció dos récords masculinos de la Baja Baviera. Con 10,29' él socavó el récord de Franz Prebeck (TSV Bogen) después de 45 años. Entholzer estableció en salto de longitud el récord de la Baja Baviera con 7,92 m. Con esta distancia ocupó al final del año el segundo lugar en la lista anual de los mejores saltadores.
En 2018, Entholzer volvió a ser subcampeón de Alemania en Núremberg. Anteriormente lo había hecho el día 9 de junio en Weitsprungmeeting (en alemán: Competición de salto de longitud) de Oberteuringen con 7,96 m y con el mismo alto el día 30 de junio en la Weitsprungmeeting de Bad Langensalza. Con el salto de 7,95 m en el Campeonato Europeo de Berlín fue eliminado en la clasificación.
En 2019 se proclamó subcampeón de Alemania en pista cubierta .
En 2020, Entholzner ganó el título tanto en el Campeonato de Alemania en pista cubierta como en el Campeonato de Alemania.
En 2021 pudo defender su título en el Campeonato de Alemania en pista cubierta y quedó quinto en el Campeonato de Europa en pista cubierta en Toruń. El 29 de junio, Entholzner saltó 8,12 m y alcanzó por primera vez el límite de 8 m.
Entholzner forma parte de la plantilla de perspectiva de la Federación Alemana de Atletismo (DLV) desde la reforma deportiva competitiva de 2017/18 y anteriormente estuvo en la plantilla B de la DLV.

## Afiliaciones de clubes
Maximilian Entholzner es titular en el LAC Passau, que surgió en 2019 como una sección de atletismo del primer equipo. El FC Passau se formó y anteriormente estuvo en el TuS Pfarrkirchen.

## Mejores actuaciones
(Al 30 de mayo de 2024)
| Año  | Cubierta | Aire libre |
| ---- | -------- | ---------- |
| 2011 | 6,68 m   | 6,77 m     |
| 2012 | 6,59 m   | 7,22 m     |
| 2013 | 7,06 m   | 7,43 m     |
| 2014 | 7,27 m   | 7,70 m     |
| 2015 | –        | –          |
| 2016 | –        | 7,81 m     |
| 2017 | –        | 7,92 m     |
| 2018 | –        | 7,96 m     |
| 2019 | 7,89 m   | 7,84 m     |
| 2020 | 7,81 m   | 7,97 m     |
| 2021 | 7,97 m   | 8,12 m     |
| 2022 | –        | 7,99 m     |
| 2023 | 7,85 m   | –          |
| 2024 | –        | 7,95 m     |

Cubierta
- 60 m:

1. 6,93 s (Fürth: Fürth Regional Indoor Championships, 28 de enero de 2017)

- Salto de longitud:

1. 7,97 m (Barcelona: XL Copa del Rey de atletismo, 6 de febrero de 2021)
2. 7,89 m (Zaragoza: Trofeo Ibercaja-Ciudad de Zaragoza, 26 de enero de 2019)
3. 7,85 m (Pamplona: Navarra Indoor Athletics, 29 de diciembre de 2023)

Aire libre
- 100 m:

1. 10,29 s (+2,0 m/s) (Augsburgo, 22 de julio de 2017)

- 200 m:

1. 21,06 s (Augsburgo, 14 de julio de 2019)

- Salto de longitud:

1. 8,12 (+2 m/s) (Castellón, 29 de junio de 2021)

## Logros (salto de longitud)
Nacional
- 2012: 11. Lugar Campeonato de Alemania Sub-20
- 2013: 6. Lugar Campeonato de Alemania Indoor U20
- 2013: 4. Lugar Campeonato de Alemania Sub-20
- 2014: subcampeón de Alemania sub-23
- 2014: 13. Lugar Campeonato de Alemania
- 2016: 10. Lugar Campeonato de Alemania
- 2016: campeón de Alemania sub-23
- 2017: subcampeón de Alemania
- 2018: subcampeón de Alemania
- 2019: subcampeón de Alemania en pista cubierta
- 2020: campeón de Alemania en pista cubierta
- 2020: campeón alemán
- 2021: campeón de Alemania en pista cubierta

Internacional
- 2018: Participación en Campeonato Europeo de Berlín.
- 2021: 5.º Lugar en el Campeonato Europeo en Pista Cubierta de Toruń.